# Xã Laona, Quận Winnebago, Illinois
Xã Laona (tiếng Anh: Laona Township) là một xã thuộc quận Winnebago, tiểu bang Illinois, Hoa Kỳ. Năm 2010, dân số của xã này là 1.250 người.